# Wierietieja (obwód smoleński)
Wierietieja (ros. Веретея) – wieś (ros. деревня, trb. dieriewnia) w zachodniej Rosji, w osiedlu wiejskim Titowszczinskoje rejonu diemidowskiego w obwodzie smoleńskim.

## Geografia
Miejscowość położona jest nad kanałem Pieriedielnia (w dorzeczu Kaspli), przy drodze regionalnej 66N-0516 (66K-11 / Zakrutje – Wierietieja – Starina), 3,5 km od drogi regionalnej 66K-11 (R120 / Olsza – Diemidow – Wieliż – granica z obwodem pskowskim), 14,5 km od centrum administracyjnego osiedla wiejskiego (Titowszczina), 13,5 km od centrum administracyjnego rejonu (Diemidow), 77 km od stolicy obwodu (Smoleńsk), 28 km od granicy z Białorusią.

## Demografia
W 2010 r. miejscowości nikt nie zamieszkiwał.

## Historia
W czasie II wojny światowej od lipca 1941 roku wieś była okupowana przez hitlerowców. Wyzwolenie nastąpiło we wrześniu 1943 roku.
Na mocy uchwały z dnia 28 maja 2015 roku wszystkie miejscowości (w tym Wierietieja) zlikwidowanej jednostki administracyjnej Zakrutskoje weszły w skład osiedla wiejskiego Titowszczinskoje.